# Nowy Dwór Królewski

Nowy Dwór Królewski ( Det nye Kongeslot ) er en landsby i Polen, der ligger i Kujawsko-Pomorskie Amt Chelmno. Denne landsby blev grundlagt i middelalderen.